# Dickson Greeting
Przywitanie Dicksona – amerykański film niemy z 1891 roku, w reżyserii Williama K.L. Dicksona. Film został nakręcony w studiu Black Maria, w gminie West Orange, w stanie New Jersey.

## Obsada
- William K.L. Dickson